# Bomolocha dasialis
Bomolocha dasialis là một loài bướm đêm trong họ Noctuidae.